# Christopher Lambert
Christophe Guy Denis Lambert, conegut arreu per Christopher Lambert, excepte a la Francofonia, on és Christophe Lambert (Great Neck, Nova York, 29 de març del 1957), és un actor francès nascut als Estats Units i crescut a Ginebra (Suïssa) que ha treballat sobretot al cinema estatunidenc, i també al francès i europeu en general. És conegut sobretot per les seves interpretacions del personatge de Connor MacLeod a la pel·lícula Highlander i totes les seves seqüeles, o de Tarzan a Greystoke, la llegenda de Tarzan, o del déu Raiden a la primera adaptació cinematogràfica del videojoc Mortal Kombat.

## Filmografia

### Cinema
| Any  | Títol                                                                                | Paper                           | Notes                                                  |
| ---- | ------------------------------------------------------------------------------------ | ------------------------------- | ------------------------------------------------------ |
| 1963 | Who's Minding the Store?                                                             | Nen actor                       | No surt als crèdits                                    |
| 1979 | Ciao, les mecs                                                                       | Un loubard à la soirée dansante | Acreditat com Christophe Lambert                       |
| 1980 | The Telephone Bar                                                                    | Paul "Bébé" Franchi             | Acreditat com Christophe Lambert                       |
| 1981 | Douchka                                                                              |                                 | Telefilm                                               |
| 1981 | Asphalte                                                                             | Un médecin à l'hôpital / Doctor | Acreditat com Christophe Lambert                       |
| 1981 | Une sale affaire                                                                     | Mullard                         | Acreditat com Christophe Lambert                       |
| 1981 | Putain d'histoire d'amour                                                            | Inspector de policia            | Acreditat com Christophe Lambert                       |
| 1982 | Légitime violence                                                                    | Jockey                          | Acreditat com Christophe Lambert                       |
| 1984 | Greystoke, la llegenda de Tarzan (Greystoke: The Legend of Tarzan, Lord of the Apes) | John Clayton / Tarzan           |                                                        |
| 1985 | Paroles et Musique                                                                   | Jeremy                          | Acreditat com Christophe Lambert                       |
| 1985 | Subway                                                                               | Fred                            | Acreditat com Christophe Lambert César al millor actor |
| 1986 | Els immortals (Highlander)                                                           | Connor MacLeod / Russell Nash   |                                                        |
| 1986 | I Love You                                                                           | Michel                          | Acreditat com Christophe Lambert                       |
| 1987 | The Sicilian                                                                         | Salvatore Giuliano              |                                                        |
| 1988 | Love Dream                                                                           | Menrou                          |                                                        |
| 1988 | Conspiració per a un assassinat (To Kill a Priest)                                   | Pare Alek                       |                                                        |
| 1990 | Per què jo? (Why Me?)                                                                | Gus Cardinale                   |                                                        |
| 1991 | Els immortals 2: El desafiament (Highlander II: The Quickening)                      | Connor MacLeod                  |                                                        |
| 1992 | Knight Moves                                                                         | Peter Sanderson                 |                                                        |
| 1992 | Max et Jérémie                                                                       | Jeremie Kolachowsky             | Acreditat com Christophe Lambert                       |
| 1992 | Gunmen                                                                               | Dani Servigo                    |                                                        |
| 1993 | Amb l'arma a punt (Loaded Weapon 1)                                                  | Home amb telèfon                | No surt als crèdits                                    |
| 1993 | La fortalesa infernal (Fortress)                                                     | John Henry Brennick             |                                                        |
| 1994 | Roadflower                                                                           | Jack                            |                                                        |
| 1994 | Highlander III: The Sorcerer                                                         | Connor MacLeod / Russell Nash   |                                                        |
| 1995 | The Hunted                                                                           | Paul Racine                     |                                                        |
| 1995 | Mortal Kombat                                                                        | Lord Raiden                     |                                                        |
| 1995 | Nou mesos (Nine Months)                                                              |                                 | Productor executiu                                     |
| 1996 | North Star                                                                           | Hudson Saanteek                 | Acreditat com Christophe Lambert                       |
| 1996 | Adrenalina (Adrenalin: Fear the Rush)                                                | Lemieux                         |                                                        |
| 1996 | Hercule et Sherlock                                                                  | Vincent                         | Acreditat com Christophe Lambert                       |
| 1997 | Nirvana                                                                              | Jimi Dini                       |                                                        |
| 1997 | Arlette                                                                              | Frank Martin                    | Acreditat com Christophe Lambert                       |
| 1997 | Mean Guns                                                                            | Lou                             |                                                        |
| 1999 | Operation Splitsville                                                                | Max, P.E. Teacher               |                                                        |
| 1999 | Resurrecció (Resurrection)                                                           | John Prudhomme                  |                                                        |
| 1999 | Beowulf                                                                              | Beowulf                         |                                                        |
| 1999 | Gideon                                                                               | Gideon Oliver Dobbs             |                                                        |
| 2000 | Fortress 2: Re-Entry                                                                 | John Henry Brennick             |                                                        |
| 2000 | Highlander: Endgame                                                                  | Connor MacLeod                  |                                                        |
| 2001 | Aparté                                                                               |                                 | Curtmetratge                                           |
| 2001 | Druides (Vercingétorix: La Légende du druide roi)                                    | Vercingetorix                   | Acreditat com Christophe Lambert                       |
| 2001 | The Point Men                                                                        | Tony Eckhardt                   |                                                        |
| 2002 | The Piano Player                                                                     | Alex Laney                      |                                                        |
| 2003 | Absolon                                                                              | Detectiu Norman Scot            |                                                        |
| 2003 | Janis and John                                                                       | Léon                            |                                                        |
| 2004 | Á ton image                                                                          | Thomas                          |                                                        |
| 2006 | Day of Wrath                                                                         | Ruy de Mendoza                  |                                                        |
| 2006 | Southland Tales                                                                      | Walter Mung                     |                                                        |
| 2006 | Le Lièvre de Vatanen                                                                 | Tom Vatanen                     | Acreditat com Christophe Lambert                       |
| 2007 | Metamorphosis                                                                        | Constantine Thurzo              |                                                        |
| 2007 | Trivial                                                                              | Jacques                         | Acreditat com Christophe Lambert                       |
| 2008 | The Chauffeur                                                                        | Devereaux                       |                                                        |
| 2008 | Cartagena                                                                            | Cine Nomine                     | Thelma Films, Arte France Cinéma                       |
| 2009 | White Material                                                                       | Andre Vial                      | Acreditat com Christophe Lambert                       |
| 2009 | Les Associés                                                                         | Philippe Kaminski               | Telefilm Acreditat com Christophe Lambert              |
| 2009 | L'homme de chevet                                                                    | Leo                             | Acreditat com Christophe Lambert                       |
| 2010 | The Secret of the Whales                                                             | Chris Cassell                   | Telefilm                                               |
| 2012 | Ghost rider: Esperit de venjança (Ghost Rider: Spirit of Vengeance)                  | Methodius                       |                                                        |
| 2012 | Dark Star Hollow                                                                     |                                 |                                                        |
| 2012 | Blood Shot                                                                           | President                       |                                                        |
| 2012 | The Foreigner                                                                        | Vincent                         |                                                        |
| 2014 | Electric Slide                                                                       | Roy Fortune                     |                                                        |
| 2015 | Un plus une                                                                          | Samuel Hamon                    |                                                        |
| 2016 | Hail, Caesar!                                                                        | Arne Slessum                    |                                                        |
| 2016 | La folle histoire de Max et Léon                                                     | capità Lassard                  |                                                        |
| 2017 | Chacun sa vie et son intime conviction                                               | Antoine de Vidas                |                                                        |
| 2018 | Kickboxer: Retaliation                                                               | Thomas Moore                    |                                                        |
| 2018 | Sobibor                                                                              | Karl Frenzel                    |                                                        |
| 2018 | Bel Canto                                                                            | Simon Thibault                  |                                                        |